# Octarrhena tenuis
Octarrhena tenuis är en orkidéart som först beskrevs av Johannes Jacobus Smith, och fick sitt nu gällande namn av Johannes Jacobus Smith. Octarrhena tenuis ingår i släktet Octarrhena och familjen orkidéer. Inga underarter finns listade i Catalogue of Life.